# North Tyneside (circonscription britannique)
La circonscription de North Tyneside est une circonscription située dans le Tyne and Wear, et représentée à la Chambre des communes du Parlement britannique depuis 2010 par Mary Glindon du Parti travailliste.